# Hoang Thi Than
Hoàng Thị Thân (nacida en 1944 en Phú Cường (Thủ Dâù Một, Vietnam del Sur)) es la primera mujer graduada en el Departamento de Ingeniería Geológica de la Universidad Laval (Quebec, Canadá), la primera ingeniera geológica y arqueóloga vietnamita. Ella también es una persona que navega en botes.

## Biografía

### 1950-1979
Su padre era de Hải Dương (Viet Nam del Norte), su madre de Nghê An (Viet Nam Central), Hoàng T. T creció en Saigón (Ciudad de Hô Chi Minh). Estudió en la escuela primaria de Da Kao y en la escuela secundaria de Gia Long (actualmente Nguyễn thị Minh Khai), que son escuelas exclusivamente para mujeres. En 1964, después de obtener los diplomas de escuela secundaria I y II, asistió al primer año de la escuela de política y negocios (Chính trị Kinh doanh), recién fundada en la Universidad de Đà Lạt (300 km al noreste de Saigón).En 1965 obtuvo una beca del gobierno canadiense para la Universidad Laval (Quebec). Entre otras materias propuestas (química, electricidad, geología, mecánica), eligió la geología. Sin embargo, en la Universidad Laval sólo había ingeniería geológica. Era la única mujer de su clase junto con otros 12 jóvenes. A esto se suman una agenda muy ocupada y dificultades relativas a dos idiomas extranjeros (francés e inglés). Además, la ley minera canadiense de esa época excluía a las mujeres de la mina, por lo que no podían asistir al curso de capacitación. Después de cuatro años de estudio, fue la primera mujer graduada del Departamento de Ingeniería Geológica de la Universidad Laval.

En junio de 1969, Hoàng TT regresó a Vietnam y tres meses después empezó a trabajar en el Servicio Geológico de Saigón, que dependía del entonces Ministerio de Economía. En este estudio participaron dos geólogos expertos franceses. Uno la llevó al campo para explicarle la geología del país. El otro le transmitió su experiencia en el estudio de minerales mediante rayos X. El primer experto, Henri Fontaine, se convirtió, de 1971 a 1973, en director de su tesis de doctorado en ingeniería, que se llevó a cabo sobre el estudio de las arcillas del sur de Vietnam y sus usos industriales y sobre la historia de los estudios geológicos de Indochina (1898-1953) y de la República de Vietnam (1953-1973). Muchos pequeños yacimientos, casi caolín, fueron durante mucho tiempo explotados para fabricar porcelana o productos cerámicos, así como ladrillos y tejas. Desde el punto de vista de la mineralogía, estas arcillas eran desconocidas. Con la ayuda de un difractómetro, Hoàng TT analizó alrededor de un centenar de muestras de arcillas de diversos orígenes: caolines procedentes de aluviones del antiguo Cuaternario (Provincia de Bình Dương, Biên Hoà) ), las arcillas de aluviones recientes (diferentes localidades entre el Mekong y río Đông Nai), o de la erosión del granito, riolita y esquisto del área de Đà Lạt (Provincia de Lâm Đồng). Al mismo tiempo, mencionó por primera vez en Vietnam la existencia de bentonita bajo una capa de tierra basáltica roja en Di Linh (provincia de Lâm Đồng). De origen volcánico-lacustre, esta arcilla fue reportada pero no analizada por Edmond Saurin En 1974, descubrió la misma bentonita en el área de Bảo Lộc (Provincia de Lâm Đồng) (mezclada con fragmentos de lignito) y a principios de 1975 en Tuy Zona de Hoà (Provincia de Khánh Hòa). El estudio de estas muestras no fue publicado debido a acontecimientos políticos.
Hoàng TT acompañaba frecuentemente al Dr. H. Fontaine en sus investigaciones arqueológicas. En 1971, descubrieron y excavaron un sitio de tinajas funerarias en Phú Hoà (provincia de Đồng Nai). Fechado aproximadamente 500 años antes de Cristo, este sitio pertenece a la cultura Sa Huynh. El estudio de este sitio le permitió convertirse en la primera arqueóloga vietnamita. En 1974, se fundó la Agencia General de Petróleo, Gas y Recursos Minerales (Tổng cục Dâù Khí và Khoáng Sản), que se dividió en diferentes departamentos, de los cuales el Centro de Investigaciones Geológicas (antiguo Servicio Geológico), que incluía tres estudios: investigación, laboratorio químico., biblioteca y museo geológico. Se le pidió que aceptara ser jefa de este último (biblioteca y museo geológico), para conservar su laboratorio de rayos X y su trabajo de investigación. Entre 1972 y 1974 dio algunas conferencias en dos universidades de Huế (unas 700 km al noreste de Saigón) y de Cần Thơ (a unos 150 km al suroeste de Saigón).El 1 de mayo de 1975, los comunistas tomaron el poder en Vietnam del Sur. Hoàng TT participó en un grupo de barrenderos y limpiadores de mercados cerca de su casa. Todos los ex empleados estatales y exmilitares tuvieron que seguir una reeducación política. La duración de estos cursos varió desde tres o diez días en su encuesta hasta un mes en un campamento. Este último estaba reservado a exjefes de inspección, directores... y oficiales militares. Como exjefa de investigación, tuvo que ir a un campamento en teoría durante un mes (en realidad fue indefinido). El día antes de su partida, sin explicación alguna, fue autorizada a quedarse y a seguir tres días de reeducación política. Durante cuatro años, salvo algunos breves viajes de campo con nuevos colegas (geólogos y arqueólogos) del Norte, no pudo hacer nada más.

### 1979-2009
A principios de mayo de 1979, para conseguir una plaza en un barco cuya zarpa era inminente, con el consentimiento de su madre, dejó a su familia con un pequeño bolso. Cuatro o cinco días después, su barco llegó al sur de Malasia (Kota Tinggi). Ella aceptó ser intérprete y fue elegida líder de su barco, así como de todo el campamento, llegando a alrededor de mil balseros. Un mes y medio después, todos los refugiados fueron trasladados a otro campo en Mersing, donde unos tres mil refugiados se hacinaban en un antiguo campo de fútbol. Un día, la mitad de ellos fueron enviados de regreso al mar, la otra mitad vivía con miedo. En julio de 1979, una delegación francesa (la única delegación extranjera porque el Alto Comisionado de las Naciones Unidas para los Refugiados (ACNUR) desconocía el campo) llegó allí para elegir quiénes tenían un certificado de residencia en Francia y niños aislados (sus padres se quedaron en Vietnam). Como todos los demás líderes de barcos, tenía que presentarles a quién buscaban. Mientras que ella no exigió nada por ella, estos franceses le dijeron que no podían llevarla a Francia porque no tenía certificado de residencia. Dos días después, los franceses regresaron para proponerle llevarla a Francia. Con sorpresa, aceptó esta oferta aunque en su interior albergaba la esperanza de regresar a Canadá o reunirse con sus hermanos en Estados Unidos.El 31 de agosto de 1979 aterrizó en París con chanclas, su bolso y un billete de 20 dólares estadounidenses ofrecido por un oficial malayo. En octubre del mismo año, tras obtener una beca de la Universidad de París (La Sorbona) para preparar una tesis, se incorporó al Instituto Geológico Albert de Lapparent (Instituto Católico de París) e intentó hacer funcionar nuevamente su laboratorio de rayos X.
Tras aceptar la primera oferta de trabajo, el 10 de marzo de 1980 emprendió su nueva carrera en Cogéma (convirtiéndose en Areva en septiembre de 2001). Francia y Canadá no reconocían mutuamente sus diplomas (hasta que Dominique de Villepin (primer ministro francés 2005-2007) firmó un acuerdo con el gobierno canadiense), esto no fue seguido por las grandes empresas francesas, por lo que Hoàng TT fue contratado como ingeniero asumiendo el cargo. de geólogo documental para elaborar una revista semanal de prensa especializada en la Encuesta de Diversificación; Posteriormente se convirtió en analista del mercado de metales para la Encuesta de Estudios Económicos y, finalmente, encargada de misión de la Dirección de Estrategia Financiera y Estudios Económicos. Produjo numerosos informes de estudios sobre diferentes temas.

### Desde el 2009
Desde el principio de su jubilación, dedicó su tiempo a la investigación en colaboración con su antiguo director de tesis, el Dr. Henri Fontaine, y con algunos geólogos franceses y tailandeses. De esta cooperación se publicaron ocho artículos científicos sobre la geología de Tailandia.